# Калиновка (Иркутская область)
Калиновка — заимка в Усольском районе Иркутской области России. Входит в состав Большееланского муниципального образования. Находится примерно в 31 км к югу от районного центра.

## Население
По данным Всероссийской переписи, в 2010 году на заимке проживали 2 человека (1 мужчина и 1 женщина).
| 2002 | 2010 | 2011 | 2012 |
| ---- | ---- | ---- | ---- |
| 3    | ↘2   | →2   | →2   |